# Ajà
Ajà és un orisha que pertany al panteó yoruba, Ajà és un orisha menor de la religió ioruba. Ajà és l'orisha dels remolins, és el patró de la selva, els animals dins d'ell i el remeier que utilitza el secret de les herbes. Ajà va ser l'esposa d'Olokun, l'Orisha de l'oceà i, per tant, fou la mare de Yemayà. Les llegendes expliquen que si algú és portat per Ajà, a la terra dels morts o dels cels (Orun) en un viatge que té una durada de 7 dies i 3 mesos quan torni esdevindrà un poderós jujuman o babalawo. Ajà és temut i conegut per ser de caràcter prepotent i sempre estar discutint, un fet molt comú fins a principis del segle xx, però per alguna raó ja no es coneix tan àmpliament perque probablement va ser reemplaçat per Inle i per Osain. Es fa servir en la religió ioruba un feix de varetes de palma de coco i aquest feix és adornat amb cargols.